# قرية مهجورة
القرية المهجورة (بالإنجليزية: Abandoned village)‏ هي قرية مهجورة لسبب ما. في العديد من البلدان، وعلى مر التاريخ، هُجرت آلاف القرى لأسباب مختلفة. غالبًا ما يرتبط هجر القرى بالوباء أو المجاعة أو الحرب أو تغير المناخ أو الدمار البيئي أو التطهير المتعمد.

## أرمينيا وأذريبجان
هُجرت مئات القرى في ناغورني قره باغ في أعقاب حرب مرتفعات قرة باغ. بين عامي 1988 و1993، فرّ 400000 من الأذربيجانيين والأكراد من المنطقة وتم التخلي عن حوالي 200 قرية في أرمينيا نفسها كان يسكنها الأذريون والأكراد بحلول عام 1991. وبالمثل فر ما يقرب من 300000 أرمني من أذربيجان بين عامي 1988 و1993، بما في ذلك 50 قرية يسكنها الأرمن في شمال أرتساخ التي تم التخلي عنها. تم تدمير غالبية المستوطنات والكنائس الأرمينية خارج أرمينيا وجمهورية مرتفعات قره باغ بما في ذلك تلك الموجودة في ناخيتشيفان.

## فرنسا
تم تدمير عدد من القرى، خاصة في المناطق الشمالية والشمالية الغربية من البلاد، خلال الحرب العالمية الأولى والحرب العالمية الثانية. أُعيد بناء نسبة منها بالقرب من المواقع الأصلية، مع بقاء القرى الأصلية في حالة خراب.

## أراضي الانتداب البريطاني السابق لفلسطين بما في ذلك أراضي السلطة الفلسطينية وقطاع غزة
نتيجة للنزوح الجماعي للفلسطينيين عام 1948 خلال حرب فلسطين 1948، نزح حوالي 720 ألف عربي فلسطيني، تاركين حوالي 400 بلدة وقرية عربية فلسطينية مهجورة من سكان ما أصبح يُسمّى ب«إسرائيل».
في أغسطس 2005، أخلت إسرائيل غوش قطيف وجميع المستوطنات اليهودية الأخرى في قطاع غزة. بعض المباني في هذه المستوطنات، بما في ذلك الصوبات والمعابد اليهودية، تُركت قائمة بعد الانسحاب.

## سوريا
المدن الميتة هي مجموعة من القرى المهجورة في شمال سوريا تعود إلى العصور القديمة المتأخرة والإمبراطورية البيزنطية. تدخل ضمن مواقع التراث العالمي.